# Chiesa di San Giorgio (Ovodda)
La chiesa di San Giorgio è un edificio religioso situato ad Ovodda, centro abitato della Sardegna centrale. Consacrata al culto cattolico è sede dell'omonima parrocchia e fa parte dell'arcidiocesi di Oristano.
Edificata nel diciottesimo secolo conserva importanti arredi sacri come l'altare maggiore, il pulpito in marmo lavorato, la statua della Madonna Assunta e una scultura in legno di san Pietro.